# زبان سومالیایی
زبان سومالیایی (به سومالیایی: Af-Soomaali) یکی از زبان‌های شاخهٔ کوشی شرقی از خانوادهٔ زبان‌های آفروآسیایی است. سومالیایی در میان زبان‌های کوشی ثبت شده‌ترین زبان از سوی زبان‌شناسان است و سابقهٔ تحقیقات علمی دربارهٔ آن به پیش از قرن بیستم می‌رسد. سومالیایی با داشتن بیش از شانزده میلیون گویشور، زبان رسمی سومالی، جیبوتی و سومالی‌لند، زبان کاری منطقه سومالی در اتیوپی و زبان اقلیتی در کنیا است.

## پراکندگی جغرافیایی
زبان سومالیایی عمدتاً توسط مردمان نژاد سومالیایی در کشورهای سومالی، جیبوتی، اتیوپی، یمن و کنیا استفاده می‌شود. از سال ۱۹۷۲ این زبان به عنوان زبان رسمی کشور سومالی برگزیده شده‌است و از الفبای لاتین برای نوشتن آن استفاده می‌شود. پس از سقوط دولت مرکزی سومالی در دهه هفتاد شمسی در جریان جنگ داخلی سومالی، این زبان همچنان عملاً به عنوان زبان رسمی دولت‌های منطقه‌ای حکمران در این کشور باقی‌مانده‌است.

## واج‌شناسی
این زبان دارای ۲۲ همخوان (واج بی‌صدا یا صامت) است و پنج واکه (واج صدادار یا مصوت) دارد. هر یک از این واکه‌ها می‌توانند به صورت پسین یا پیشین و همچنین به صورت کوتاه یا بلند تلفظ شوند و به این ترتیب ۲۰ واکهٔ مختلف در این زبان وجود دارند.
|         | دولبی | دولبی | لبی‌دندانی | لبی‌دندانی | دندانی | دندانی | لثوی | لثوی | لثوی‌کامی | لثوی‌کامی | برگشته | برگشته | کامی | کامی | نرم‌کامی | نرم‌کامی | زبانکی | زبانکی | گلویی | گلویی | چاکنایی | چاکنایی |
| ------- | ----- | ----- | --------- | --------- | ------ | ------ | ---- | ---- | -------- | -------- | ------ | ------ | ---- | ---- | ------- | ------- | ------ | ------ | ----- | ----- | ------- | ------- |
| خیشومی  | m     | m     |           |           |        |        | n    | n    |          |          |        |        |      |      |         |         |        |        |       |       |         |         |
| انسدادی |       | b     |           |           | t̪      | d̪      |      |      |          |          |        | ɖ      |      |      | k       | ɡ       | q      |        |       |       | ʔ       |         |
| انسایشی |       |       |           |           |        |        |      |      | t͡ʃ       |          |        |        |      |      |         |         |        |        |       |       |         |         |
| سایشی   |       |       | f         |           |        |        | s    |      | ʃ        |          |        |        |      |      | x~χ     | x~χ     | x~χ    | x~χ    | ħ     | ʕ     | h       |         |
| لرزشی   |       |       |           |           |        |        | r    | r    |          |          |        |        |      |      |         |         |        |        |       |       |         |         |
| ناسوده  |       |       |           |           |        |        | l    | l    |          |          |        |        | j    | j    | w       | w       |        |        |       |       |         |         |

## دستور
سومالیایی زبانی پیوندی محسوب می‌شود (مانند ترکی و دیگر زبان‌های آلتایی). از تفاوت‌های جدی میان زبان سومالیایی و زبان‌های هندواروپایی می‌توان به وجود چند صورت برای بیشتر ضمایر شخصی، استفاده از کلمات برای نشان دادن بخش‌های مورد تأکید در جملات، و استفادهٔ گسترده از نواخت برای تعیین صیغه، شمار و جنسیت در این زبان اشاره کرد.
در سومالیایی ترتیب واژگان در جمله به صورت نهاد-مفعول-فعل است. در این زبان فاعل برای حالت دستوری نشانه می‌گیرد و مفعول برای آن نشانه‌ای ندارد که از این نظر سومالیایی در زبان‌های جهان غیرمعمول است.

## واژگان
بیشتر وام‌واژه‌های این زبان از یک زبان آفروآسیایی مهم دیگر، یعنی عربی آمده‌اند. این امر ناشی از ارتباطات گستردهٔ اجتماعی، فرهنگی، اقتصادی، و مذهبی‌ای بوده که بین مردم سومالی و مردمان نزدیک در شبه جزیرهٔ عربستان وجود داشته. علاوه بر این، در دوران استعمار واژگانی از انگلیسی و ایتالیایی نیز به این زبان وارد شده‌اند.

## نوشتار

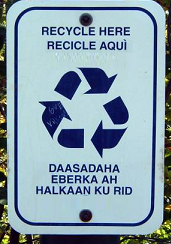
تابلو بازیافت به زبان سومالیایی و انگلیسی

الفبای لاتین سومالیایی رسماً در سال ۱۹۷۲ پذیرفته شد و پرکاربردترین سامانه نوشتاری سومالیایی به‌شمار می‌رود. این خط توسط شماری از پژوهشگران سومالیایی با استفاده از حروف الفبای انگلیسی و با حذف حروف p, v و z ایجاد شد. هیچ حرکت‌گذاری یا نویسه خاصی در این خط به جز آپاستروف برای نشان دادن انسدادی چاکنایی وجود ندارد. سه دونگاره در این خط وجود دارد: DH, KH و SH. نواخت نشان داده نمی‌شود و واکه‌های جلو و پشت قابل تشخیص نیستند.
دیگر الفباهای مورد استفاده برای سومالیایی الفبای وداد (گونه‌ای از الفبای عربی)، الفبای عثمانیه، الفبای بوراما و الفبای کاداریه هستند که امروزه کاربرد چندانی ندارند. سه گونه الفبای سومالیایی به شرح زیرند:
| IPA             | لاتین | عربی | عثمانیه |
| --------------- | ----- | ---- | ------- |
| /ʔ/             | '     | ء    | 𐒀       |
| /b/             | B b   | ب    | 𐒁       |
| /t/             | T t   | ت    | 𐒂       |
| /tʃ/            | J j   | ج    | 𐒃       |
| /ħ/             | X x   | ح    | 𐒄       |
| /χ/             | Kh kh | خ    | 𐒅       |
| /d/             | D d   | د    | 𐒆       |
| /r/             | R r   | ر    | 𐒇       |
| /s/             | S s   | س    | 𐒈       |
| /ʃ/             | Sh sh | ش    | 𐒉       |
| /ɖ/             | Dh dh | ط    | 𐒊       |
| /ʕ/             | C c   | ع    | 𐒋       |
| /g/             | G g   | غ    | 𐒌       |
| /f/             | F f   | ف    | 𐒍       |
| /ɢ/             | Q q   | ق    | 𐒎       |
| /k/             | K k   | ک    | 𐒏       |
| /l/             | L l   | ل    | 𐒐       |
| /m/             | M m   | م    | 𐒑       |
| /n/             | N n   | ن    | 𐒒       |
| /w/, /ʉ:/, /u:/ | W w   | و    | 𐒓       |
| /h/             | H h   | ه    | 𐒔       |
| /j/, /i:/, /ɪ:/ | Y y   | ی    | 𐒕       |
| /æ/, /ɑ/        | A a   | ا    | 𐒖       |
| /e/, /ɛ/        | E e   | ئ    | 𐒗       |
| /i/, /ɪ/        | I i   | ی    | 𐒘       |
| /ɞ/, /ɔ/        | O o   | ؤ    | 𐒙       |
| /ʉ/, /u/        | U u   | و    | 𐒚       |
| /æ:/, /ɑ:/      | Aa aa | آ    | 𐒛       |
| /e:/, /ɛ:/      | Ee ee | أی   | 𐒜       |
| /i:/, /ɪ:/      | Ii ii | یٓ    | 𐒕       |
| /ɞ:/, /ɔ:/      | Oo oo | أو   | 𐒝       |
| /ʉ:/, /u:/      | Uu uu | وٓ    | 𐒓       |

## اعداد
| فارسی | سومالیایی |
| ----- | --------- |
| یک    | kow       |
| دو    | laba      |
| سه    | saddex    |
| چهار  | afar      |
| پنج   | shan      |
| شش    | lix       |
| هفت   | toddoba   |
| هشت   | siddeed   |
| نه    | sagaal    |
| ده    | toban     |